# Lysmata amboinensis
Lysmata amboinensis (De Man, 1888) è un crostaceo d'acqua marina appartenente alla famiglia Hippolytidae.

## Distribuzione e habitat
La sua classificazione è piuttosto controversa, poiché sebbene secondo la maggior parte degli autori la specie presente nel Mar dei Caraibi sia diversa da L. amboinensis presente nell'Oceano Indiano e in quello Pacifico (viene infatti chiamata Lysmata grabhami), altre fonti le considerano solo due forme della stessa specie.
Abita principalmente le barriere coralline, preferendo temperature comprese tra i 24°/27°, ed una densità che oscilla tra i 1022/1024.

## Descrizione
Il corpo è di piccole dimensioni, di color giallo crema con disegnate sul dorso due righe di color rosso fuoco longitudinali che delimitano una sottile riga bianca. Nella parte anteriore è dotato di tre coppie di antenne bianche e lunghe, elastiche ed estremamente sensibili. Sulla coda sono invece presenti cinque macchie bianche. Raggiunge una lunghezza massima di 5 centimetri.
Una curiosità di questa specie sta nel fatto che gli esemplari giovani sono tutti maschi, crescendo compaiono anche i caratteri femminili per cui diventano ermafroditi con l'età matura.

## Comportamento
Come ogni gamberetto pulitore anche il Lysmata amboinensis vive in gruppi dai 2 ai 100 individui, senza mai abbandonare i compagni. A differenza dei suoi simili, però, è l'unico Lysmata a non avere abitudini crepuscolari o notturne, lasciandosi spesso vedere alla costante ricerca di cibo, oppure in sosta per pulirsi tranquillamente le lunghissime antenne.

## Alimentazione
Il L. amboinensis è un animale onnivoro, si nutre di tutto ciò che trova sul fondo o negli interstizi delle madrepore. Il suo alimento principale consiste nei piccoli parassiti che infestano la pelle, le branchie ed i denti dei pesci. Molto spesso si vedono uno o più gamberetti pulitori indaffarati a pulire un pesce, a volte molto più grande di loro; il servizio che offrono è talmente utile, che i pesci aspettano pazientemente il loro turno nei pressi di vere e proprie "stazioni di pulizia".

## Acquariofilia
Questo crostaceo è pescato unicamente per la sua alta richiesta nel campo dell'acquariofilia. In cattività è un animale dal semplicissimo allevamento, non ha particolari esigenze per quanto riguarda i valori chimici dell'acqua ed è perfetto per acquari marini o di barriera. Spesso è acquistato come rimedio naturale contro alcuni parassiti che infestano la pelle dei pesci, di cui il gamberetto si nutre.